# Jor Baru

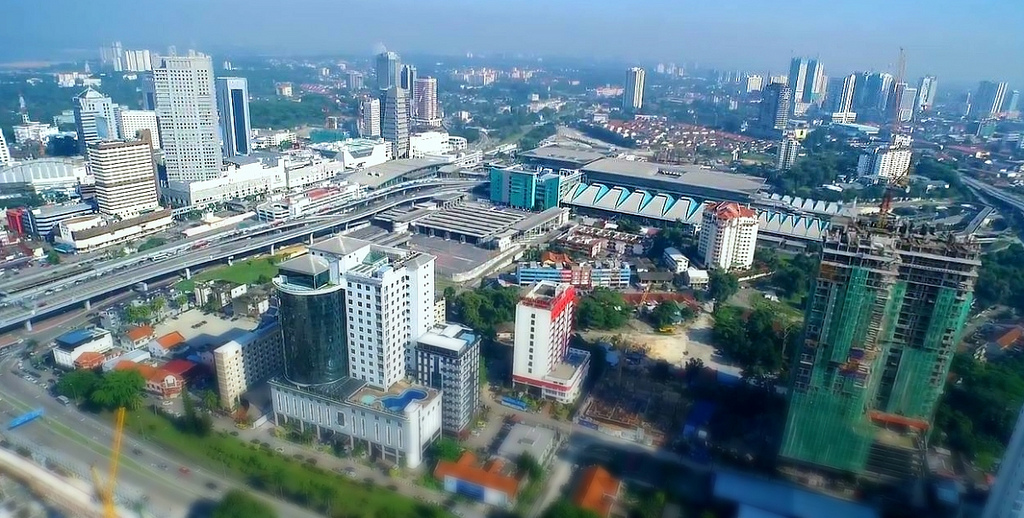
Johor Bahru

Jor Baru, ou Joor Baru (em malaio: Johor Bahru) é uma cidade da Malásia, sendo a quarta maior cidade do país e a segunda maior região metropolitana do país, perdendo apenas para a capital, Kuala Lumpur. Johor Bahru é a capital do estado de Jor e esta situado ao longo do Estreito de Jor, no extremo sul da Malásia Peninsular. A cidade possui uma população de 497.097 habitantes.

## História
Jor Baru foi fundado em 1855 como Tanjung Puteri, quando o sultanato de Jor ficou sob a influência do líder Temenggong Daeng Ibrahim. A área foi renomeada para "Jor Baru" em 1862 e tornou-se a capital do sultanato quando o centro de administração foi transferido.
Durante o reinado do sultão Abu Bakar, houve desenvolvimento e modernização dentro da cidade; com a construção de prédios administrativos, escolas, prédios religiosos e ferrovias que se conectam ao país vizinho, Singapura.
Durante a Segunda Guerra Mundial, a cidade foi ocupado pelas forças japonesas entre 1942 e 1945. Jor Baru tornou-se o berço do nacionalismo malaio após a guerra e deu origem a um partido político chamado Organização Nacional da Malásia (UMNO) em 1946.
Após a formação da Federação da Malásia em 1963, Jor Baru continuou como a capital do estado de Jor.

## Economia
A cidade tem uma relação econômica muito estreita com Singapura, devido sua proximidade geográfica. Empresas de diversos setores fazem negócios, trabalhadores fazem o trajeto no estreito de Jor, sendo a atividade turística e serviços financeiros, duas atividades econômicas importantes na cidade.